# Матч всех звёзд НХЛ 2019
64-й матч всех звёзд Национальной хоккейной лиги состоялся 26 января 2019 года, в городе Сан-Хосе штат Калифорния, на домашней арене клуба «Сан-Хосе Шаркс», «SAP-центр в Сан-Хосе». Этот матч звёзд стал вторым проводимым в Сан-Хосе. Победителем матча звёзд стала сборная Столичного дивизиона, а самым ценным игроком был признан Сидни Кросби, набравший 8 (4+4) очков.

## Формат
Матч звёзд проходит в формате мини-турнира 3 на 3. На полуфинальной стадии между собой встречаются сборные звёзд Центрального и Тихоокеанского дивизионов, а также Столичного и Атлантического. Победители каждого матча встречаются в финале для определения победителя турнира. Продолжительность каждого матча 20 минут. По истечении 10 минут каждого матча, команды меняются воротами. При ничейном счёте после 20 минут победитель определяется в серии буллитов. Команда победившая в финале получает $ 1 млн.

## Определение составов
Голосование болельщиков на определение капитанов дивизионов стартовало 1 декабря и продлилось до 23 декабря 2018 года.
27 декабря были объявлены капитаны команд. Нападающий «Торонто Мейпл Лифс», Остон Мэттьюс стал капитаном Атлантического дивизиона, форвард «Колорадо Эвеланш» Натан Маккиннон капитаном Центрального дивизиона, а Александр Овечкин и Коннор Макдэвид во второй раз подряд были выбраны капитанами Столичного и Тихоокеанского дивизионов соответственно. 2 января 2019 года Овечкин объявил, что отказывается от участия в матче всех звёзд, в связи с тем, что хочет отдохнуть перед второй частью сезона.
Составы команд были объявлены 3 января 2019 года. Также болельщики дополнительно могли выбрать по одному игроку для каждого дивизиона в голосовании Last Men In. Победителями дополнительного голосования стали: Джефф Скиннер (Атлантический дивизион), Крис Летанг (Столичный дивизион), Габриэль Ландескуг (Центральный дивизион) и Леон Драйзайтль (Тихоокеанский дивизион).
7 января голкипер «Монреаль Канадиенс» Кэри Прайс отказался от участия в матче и таким образом «Монреаль» стал единственным клубом не представленным на матче звёзд ни одним игроком. 

### Восточная конференция
| Атлантический дивизион | Атлантический дивизион | Атлантический дивизион | Атлантический дивизион |
| ---------------------- | ---------------------- | ---------------------- | ---------------------- |
| Вратари                |                        |                        |                        |
| Номер                  | Страна                 | Имя                    | Клуб                   |
| 35                     | Флаг США               | Джимми Ховард          | «Детройт Ред Уингз»    |
| 88                     | Флаг России            | Андрей Василевский     | «Тампа-Бэй Лайтнинг»   |
| Защитники              |                        |                        |                        |
| Номер                  | Страна                 | Имя                    | Клуб                   |
| 3                      | Флаг США               | Кит Яндл               | «Флорида Пантерз»      |
| 72                     | Флаг Канады            | Тома Шабо              | «Оттава Сенаторз»      |
| Нападающие             |                        |                        |                        |
| Номер                  | Страна                 | Имя                    | Клуб                   |
| 9                      | Флаг США               | Джек Айкел             | «Баффало Сейбрз»       |
| 34                     | Флаг США               | Остон Мэттьюс —        | «Торонто Мейпл Лифс»   |
| 53                     | Флаг Канады            | Джефф Скиннер          | «Баффало Сейбрз»       |
| 86                     | Флаг России            | Никита Кучеров         | «Тампа-Бэй Лайтнинг»   |
| 88                     | Флаг Чехии             | Давид Пастрняк         | «Бостон Брюинз»        |
| 91                     | Флаг Канады            | Стивен Стэмкос         | «Тампа-Бэй Лайтнинг»   |
| 91                     | Флаг Канады            | Джон Таварес           | «Торонто Мейпл Лифс»   |

| Столичный дивизион | Столичный дивизион | Столичный дивизион | Столичный дивизион     |
| ------------------ | ------------------ | ------------------ | ---------------------- |
| Вратари            |                    |                    |                        |
| Номер              | Страна             | Имя                | Клуб                   |
| 30                 | Флаг Швеции        | Хенрик Лундквист   | «Нью-Йорк Рейнджерс»   |
| 70                 | Флаг Канады        | Брэйден Холтби     | «Вашингтон Кэпиталз»   |
| Защитники          |                    |                    |                        |
| Номер              | Страна             | Имя                | Клуб                   |
| 3                  | Флаг США           | Сет Джонс          | «Коламбус Блю Джекетс» |
| 58                 | Флаг Канады        | Крис Летанг        | «Питтсбург Пингвинз»   |
| 74                 | Флаг США           | Джон Карлсон       | «Вашингтон Кэпиталз»   |
| Нападающие         |                    |                    |                        |
| Номер              | Страна             | Имя                | Клуб                   |
| 13                 | Флаг США           | Кэм Аткинсон       | «Коламбус Блю Джекетс» |
| 13                 | Флаг Канады        | Мэтью Барзал       | «Нью-Йорк Айлендерс»   |
| 20                 | Флаг Финляндии     | Себастьян Ахо      | «Каролина Харрикейнз»  |
| 21                 | Флаг США           | Кайл Палмьери      | «Нью-Джерси Девилз»    |
| 28                 | Флаг Канады        | Клод Жиру          | «Филадельфия Флайерз»  |
| 87                 | Флаг Канады        | Сидни Кросби       | «Питтсбург Пингвинз»   |

### Западная конференция
| Центральный дивизион | Центральный дивизион | Центральный дивизион | Центральный дивизион |
| -------------------- | -------------------- | -------------------- | -------------------- |
| Вратари              |                      |                      |                      |
| Номер                | Страна               | Имя                  | Клуб                 |
| 35                   | Флаг Финляндии       | Пекка Ринне          | «Нэшвилл Предаторз»  |
| 40                   | Флаг Канады          | Деван Дубник         | «Миннесота Уайлд»    |
| Защитники            |                      |                      |                      |
| Номер                | Страна               | Имя                  | Клуб                 |
| 4                    | Флаг Финляндии       | Миро Хейсканен       | «Даллас Старз»       |
| 59                   | Флаг Швейцарии       | Роман Йоси           | «Нэшвилл Предаторз»  |
| Нападающие           |                      |                      |                      |
| Номер                | Страна               | Имя                  | Клуб                 |
| 26                   | Флаг США             | Блейк Уилер          | «Виннипег Джетс»     |
| 29                   | Флаг Канады          | Натан Маккиннон —    | «Колорадо Эвеланш»   |
| 55                   | Флаг Канады          | Марк Шайфли          | «Виннипег Джетс»     |
| 88                   | Флаг США             | Патрик Кейн          | «Чикаго Блэкхокс»    |
| 90                   | Флаг Канады          | Райан О'Райли        | «Сент-Луис Блюз»     |
| 92                   | Флаг Швеции          | Габриэль Ландескуг   | «Колорадо Эвеланш»   |
| 96                   | Флаг Финляндии       | Микко Рантанен       | «Колорадо Эвеланш»   |

| Тихоокеанский дивизион | Тихоокеанский дивизион | Тихоокеанский дивизион | Тихоокеанский дивизион |
| ---------------------- | ---------------------- | ---------------------- | ---------------------- |
| Вратари                |                        |                        |                        |
| Номер                  | Страна                 | Имя                    | Клуб                   |
| 29                     | Флаг Канады            | Марк-Андре Флёри       | «Вегас Голден Найтс»   |
| 36                     | Флаг США               | Джон Гибсон            | «Анахайм Дакс»         |
| Защитники              |                        |                        |                        |
| Номер                  | Страна                 | Имя                    | Клуб                   |
| 8                      | Флаг Канады            | Дрю Даути              | «Лос-Анджелес Кингз»   |
| 65                     | Флаг Швеции            | Эрик Карлссон          | «Сан-Хосе Шаркс»       |
| 88                     | Флаг Канады            | Брент Бёрнс            | «Сан-Хосе Шаркс»       |
| Нападающие             |                        |                        |                        |
| Номер                  | Страна                 | Имя                    | Клуб                   |
| 8                      | Флаг США               | Джо Павелски           | «Сан-Хосе Шаркс»       |
| 9                      | Флаг США               | Клейтон Келлер         | «Аризона Койотис»      |
| 13                     | Флаг США               | Джонни Годро           | «Калгари Флэймз»       |
| 29                     | Флаг Германии          | Леон Драйзайтль        | «Эдмонтон Ойлерз»      |
| 40                     | Флаг Швеции            | Элиас Петтерссон       | «Ванкувер Кэнакс»      |
| 97                     | Флаг Канады            | Коннор Макдэвид —      | «Эдмонтон Ойлерз»      |

## «Олл-Стар Скиллз»
25 января состоялось «Мастер-шоу», которое включало в себя 6 конкурсов. В конкурсе на скорость победителем третий год подряд стал Коннор Макдэвид (13,378 сек.), лучшим в конкурсе на контроль шайбы стал Джонни Годро (27,045 сек.), Хенрик Лундквист в конкурсе вратарей сделал 12 подряд сейвов и стал его победителем, конкурс на мастерство паса выиграл Леон Драйзайтль (1:09,088 сек.), победителем в конкурсе на самый сильный бросок стал защитник «Вашингтон Кэпиталз» Джон Карлсон (102,8 миль/час), а Давид Пастрняк за 11,309 секунды поразил все 5 целей и победил в заключительном конкурсе на точность броска.

## Сетка
|  | Полуфинал              | Полуфинал              | Полуфинал              | Полуфинал              | Полуфинал              | Полуфинал              | Полуфинал              | Полуфинал              | Полуфинал              | Полуфинал |                      |                      | Финал                | Финал                | Финал                | Финал                | Финал                | Финал                | Финал                | Финал              | Финал              | Финал |
|  |                        |                        |                        |                        |                        |                        |                        |                        |                        |           |                      |                      |                      |                      |                      |                      |                      |                      |                      |                    |                    |       |
|  | Тихоокеанский дивизион | Тихоокеанский дивизион | Тихоокеанский дивизион | Тихоокеанский дивизион | Тихоокеанский дивизион | Тихоокеанский дивизион | Тихоокеанский дивизион | Тихоокеанский дивизион | Тихоокеанский дивизион | 4         |                      |                      |                      |                      |                      |                      |                      |                      |                      |                    |                    |       |
|  | Тихоокеанский дивизион | Тихоокеанский дивизион | Тихоокеанский дивизион | Тихоокеанский дивизион | Тихоокеанский дивизион | Тихоокеанский дивизион | Тихоокеанский дивизион | Тихоокеанский дивизион | Тихоокеанский дивизион | 4         |                      |                      |                      |                      |                      |                      |                      |                      |                      |                    |                    |       |
|  | Центральный дивизион   | Центральный дивизион   | Центральный дивизион   | Центральный дивизион   | Центральный дивизион   | Центральный дивизион   | Центральный дивизион   | Центральный дивизион   | Центральный дивизион   | 10        |                      |                      |                      |                      |                      |                      |                      |                      |                      |                    |                    |       |
|  |                        |                        |                        |                        |                        |                        |                        |                        |                        |           | Центральный дивизион | Центральный дивизион | Центральный дивизион | Центральный дивизион | Центральный дивизион | Центральный дивизион | Центральный дивизион | Центральный дивизион | Центральный дивизион | 5                  |                    |       |
|  |                        |                        |                        |                        |                        |                        |                        |                        |                        |           | Центральный дивизион | Центральный дивизион | Центральный дивизион | Центральный дивизион | Центральный дивизион | Центральный дивизион | Центральный дивизион | Центральный дивизион | Центральный дивизион | 5                  |                    |       |
|  |                        |                        |                        |                        |                        |                        |                        |                        |                        |           |                      |                      | Столичный дивизион   | Столичный дивизион   | Столичный дивизион   | Столичный дивизион   | Столичный дивизион   | Столичный дивизион   | Столичный дивизион   | Столичный дивизион | Столичный дивизион | 10    |
|  | Атлантический дивизион | Атлантический дивизион | Атлантический дивизион | Атлантический дивизион | Атлантический дивизион | Атлантический дивизион | Атлантический дивизион | Атлантический дивизион | Атлантический дивизион | 4         |                      |                      | Столичный дивизион   | Столичный дивизион   | Столичный дивизион   | Столичный дивизион   | Столичный дивизион   | Столичный дивизион   | Столичный дивизион   | Столичный дивизион | Столичный дивизион | 10    |
|  | Атлантический дивизион | Атлантический дивизион | Атлантический дивизион | Атлантический дивизион | Атлантический дивизион | Атлантический дивизион | Атлантический дивизион | Атлантический дивизион | Атлантический дивизион | 4         |                      |                      |                      |                      |                      |                      |                      |                      |                      |                    |                    |       |
|  | Столичный дивизион     | Столичный дивизион     | Столичный дивизион     | Столичный дивизион     | Столичный дивизион     | Столичный дивизион     | Столичный дивизион     | Столичный дивизион     | Столичный дивизион     | 7         |                      |                      |                      |                      |                      |                      |                      |                      |                      |                    |                    |       |
|  | Столичный дивизион     | Столичный дивизион     | Столичный дивизион     | Столичный дивизион     | Столичный дивизион     | Столичный дивизион     | Столичный дивизион     | Столичный дивизион     | Столичный дивизион     | 7         |                      |                      |                      |                      |                      |                      |                      |                      |                      |                    |                    |       |
|  |                        |                        |                        |                        |                        |                        |                        |                        |                        |           |                      |                      |                      |                      |                      |                      |                      |                      |                      |                    |                    |       |

## Матчи
Североамериканское восточное время (UTC−5:00).

### Полуфинал
| 26 января 2019 20:15 | Тихоокеанский дивизион | 4 : 10 (1:7, 3:3) | Центральный дивизион | «SAP-центр в Сан-Хосе», Сан-Хосе Зрителей: 17 562 |

| Отчёт | Отчёт                                                                                   | Отчёт | Отчёт                                                | Отчёт                                                                        |
| --- | --------------------------------------------------------------------------------------- | --- | ---------------------------------------------------- | ---------------------------------------------------------------------------- |
| |                                                                                         | |                                                      |                                                                              |
| | Джон Гибсон — 00:00-10:00 Марк-Андре Флёри — 10:00-20:00                                | Вратари | 00:00-10:00 — Пекка Ринне 10:00-20:00 — Деван Дубник | Судьи: Брайан Покмара Дин Мортон Линейные судьи: Дерек Нансен Райан Галлоуэй |
| | Голы:                                                                                   | |                                                      | Судьи: Брайан Покмара Дин Мортон Линейные судьи: Дерек Нансен Райан Галлоуэй |
| Эрик Карлссон — 04:51 (Дж. Гибсон) Джонни Годро — 14:47 (К. Макдэвид) Эрик Карлссон — 15:52 (Дж. Павелски, Б. Бёрнс) Брент Бёрнс — 16:02 (Дж. Павелски) | 0 : 1 0 : 2 1 : 2 1 : 3 1 : 4 1 : 5 1 : 6 1 : 7 1 : 8 1 : 9 1 : 10 2 : 10 3 : 10 4 : 10 | 01:03 — Микко Рантанен (Р. О’Райли) 01:33 — Габриэль Ландескуг (Р. О’Райли) 05:08 — Роман Йоси (П. Кейн) 05:31 — Патрик Кейн (Р. Йоси, Б. Уилер) 06:39 — Марк Шайфли (Р. О’Райли) 07:50 — Микко Рантанен (Г. Ландескуг, Р. Йоси) 08:11 — Патрик Кейн (Б. Уилер) 10:42 — Габриэль Ландескуг (Р. Йоси, М. Рантанен) 12:30 — Райан О’Райли 14:36 — Габриэль Ландескуг (Б. Уилер) |                                                      | Судьи: Брайан Покмара Дин Мортон Линейные судьи: Дерек Нансен Райан Галлоуэй |
| |                                                                                         | |                                                      | Судьи: Брайан Покмара Дин Мортон Линейные судьи: Дерек Нансен Райан Галлоуэй |
| |                                                                                         | |                                                      | Судьи: Брайан Покмара Дин Мортон Линейные судьи: Дерек Нансен Райан Галлоуэй |
| |                                                                                         | |                                                      | Судьи: Брайан Покмара Дин Мортон Линейные судьи: Дерек Нансен Райан Галлоуэй |
| 0 мин | Штраф                                                                                   | 0 мин |                                                      | Судьи: Брайан Покмара Дин Мортон Линейные судьи: Дерек Нансен Райан Галлоуэй |
| 0 (0) | Большинство                                                                             | 0 (0) |                                                      |                                                                              |
| | 31                                                                                      | Броски | 18                                                   |                                                                              |

| 26 января 2019 21:15 | Атлантический дивизион | 4 : 7 (2:3, 2:4) | Столичный дивизион | «SAP-центр в Сан-Хосе», Сан-Хосе Зрителей: 17 562 |

| Отчёт | Отчёт                                                         | Отчёт | Отчёт                                                       | Отчёт                                                                        |
| --- | ------------------------------------------------------------- | --- | ----------------------------------------------------------- | ---------------------------------------------------------------------------- |
| |                                                               | |                                                             |                                                                              |
| | Андрей Василевский — 00:00-10:00 Джимми Ховард — 10:00-20:00  | Вратари | 00:00-10:00 — Хенрик Лундквист 10:00-20:00 — Брэйден Холтби | Судьи: Брайан Покмара Дин Мортон Линейные судьи: Дерек Нансен Райан Галлоуэй |
| | Голы:                                                         | |                                                             | Судьи: Брайан Покмара Дин Мортон Линейные судьи: Дерек Нансен Райан Галлоуэй |
| Джек Айкел — 02:04 (Д. Пастрняк) Стивен Стэмкос — 03:13 (Дж. Таварес) Джефф Скиннер — 10:56 (Д. Пастрняк) Джон Таварес — 11:28 (К. Яндл) | 0 : 1 0 : 2 1 : 2 2 : 2 2 : 3 : 3 4 : 3 4 : 4 : 5 4 : 6 4 : 7 | 00:15 — Сидни Кросби (М. Барзал) 01:56 — Сет Джонс (К. Палмьери, К. Аткинсон) 09:40 — Сет Джонс 13:37 — Сидни Кросби (К. Летанг) 16:22 — Крис Летанг 18:08 — Себастьян Ахо (К. Жиру) 19:14 — Кэм Аткинсон (п.в.) (С. Кросби) |                                                             | Судьи: Брайан Покмара Дин Мортон Линейные судьи: Дерек Нансен Райан Галлоуэй |
| |                                                               | |                                                             | Судьи: Брайан Покмара Дин Мортон Линейные судьи: Дерек Нансен Райан Галлоуэй |
| |                                                               | |                                                             | Судьи: Брайан Покмара Дин Мортон Линейные судьи: Дерек Нансен Райан Галлоуэй |
| |                                                               | |                                                             | Судьи: Брайан Покмара Дин Мортон Линейные судьи: Дерек Нансен Райан Галлоуэй |
| 0 мин | Штраф                                                         | 0 мин |                                                             | Судьи: Брайан Покмара Дин Мортон Линейные судьи: Дерек Нансен Райан Галлоуэй |
| 0 (0) | Большинство                                                   | 0 (0) |                                                             |                                                                              |
| | 20                                                            | Броски | 26                                                          |                                                                              |

### Финал
| 26 января 2019 22:15 | Центральный дивизион | 5 : 10 (0:5, 5:5) | Столичный дивизион | «SAP-центр в Сан-Хосе», Сан-Хосе Зрителей: 17 562 |

| Отчёт | Отчёт                                                                                      | Отчёт | Отчёт                                                       | Отчёт                                                                        |
| --- | ------------------------------------------------------------------------------------------ | --- | ----------------------------------------------------------- | ---------------------------------------------------------------------------- |
| |                                                                                            | |                                                             |                                                                              |
| | Деван Дубник — 00:00-10:00 Пекка Ринне — 10:00-20:00                                       | Вратари | 00:00-10:00 — Хенрик Лундквист 10:00-20:00 — Брэйден Холтби | Судьи: Брайан Покмара Дин Мортон Линейные судьи: Дерек Нансен Райан Галлоуэй |
| | Голы:                                                                                      | |                                                             | Судьи: Брайан Покмара Дин Мортон Линейные судьи: Дерек Нансен Райан Галлоуэй |
| Габриэль Ландескуг — 11:15 (Р. О’Райли) Микко Рантанен — 13:25 (Р. Йоси) Райан О’Райли — 14:38 (Р. Йоси, П. Кейн) Микко Рантанен — 18:30 (Г. Ландескуг, Р. О’Райли) Блейк Уилер — 18:50 (М. Рантанен, Г. Ландескуг) | 0 : 1 0 : 2 0 : 3 0 : 4 0 : 5 1 : 5 2 : 5 2 : 6 3 : 6 3 : 7 3 : 8 3 : 9 4 : 9 5 : 9 5 : 10 | 00:22 — Мэтью Барзал (К. Летанг, С. Кросби) 01:53 — Клод Жиру (Дж. Карлсон) 03:40 — Крис Летанг (М. Барзал, С. Кросби) 08:16 — Кайл Палмьери (С. Джонс, С. Ахо) 09:55 — Сидни Кросби (М. Барзал) 14:02 — Сидни Кросби (М. Барзал) 15:35 — Себастьян Ахо (К. Аткинсон) 15:43 — Кэм Аткинсон 17:16 — Мэтью Барзал (п.в.) (С. Кросби, К. Летанг) 19:08 — Кэм Аткинсон (п.в.) (С. Джонс) |                                                             | Судьи: Брайан Покмара Дин Мортон Линейные судьи: Дерек Нансен Райан Галлоуэй |
| |                                                                                            | |                                                             | Судьи: Брайан Покмара Дин Мортон Линейные судьи: Дерек Нансен Райан Галлоуэй |
| |                                                                                            | |                                                             | Судьи: Брайан Покмара Дин Мортон Линейные судьи: Дерек Нансен Райан Галлоуэй |
| |                                                                                            | |                                                             | Судьи: Брайан Покмара Дин Мортон Линейные судьи: Дерек Нансен Райан Галлоуэй |
| 0 мин | Штраф                                                                                      | 0 мин |                                                             | Судьи: Брайан Покмара Дин Мортон Линейные судьи: Дерек Нансен Райан Галлоуэй |
| 0 (0) | Большинство                                                                                | 0 (0) |                                                             |                                                                              |
| | 23                                                                                         | Броски | 22                                                          |                                                                              |

### Комментарии
1. ↑  Заменил отказавшегося от участия Кэри Прайса.
2. ↑  Заменил травмированного Тэйлора Холла.